# Кордунашке бригаде НОВЈ
Током Народноослободилачке борбе народа Југославије, од 1941. до 1945. године, на територији Кордуна формирано је три бригаде Народноослободилачке војске Југуославије, које су носиле назив кордунашке. Све три су носиле назив ударне.

## Списак кордунашких бригада
| назив                               | датум формирања     | место формирања | одликовања     |
| ----------------------------------- | ------------------- | --------------- | -------------- |
| Четврта кордунашка ударна бригада   | 20. август 1942.    | Горњи Будачки   | ОНО, ОПЗ и ОБЈ |
| Пета кордунашка ударна бригада      | 16. септембар 1942. | Петрова Пољана  | ОНО, ОПЗ и ОБЈ |
| Петнаеста кордунашка ударна бригада | 5. децембар 1942.   | Велика Кладуша  | ОНО, ОПЗ и ОБЈ |